# Синколагуа (вулкан)
Синколагуа (исп. Sincholagua) — стратовулкан в Южной Америке, в Эквадоре. Вулкан высотой 4899 метров над уровнем моря, является 12-м по высоте в Эквадоре.

## Физико-географическая характеристика
Вулкан Синколагуа расположен в 17 километрах севернее вулкана Котопахи и в 45 километрах к югу от столицы Эквадора Кито. Название горы переводится с коренного языка индейцев кечуа, как сверхсильный. Из-за непосредственной близости от вулкана Котопахи, Синколагуа не так часто посещается туристами. Вулкан имеет острый пик и на его вершине идут сильные снегопады, несмотря на то, что основная масса ледников растаяла около десяти лет назад.
Таяние ледников, является одной из причин расширения берегов реки Рио-Пита. Последнее извержение вулкана зафиксировано в 1877 году.

## Восхождения
Первым человеком, достигшим вершины стал известный английский исследователь Эдуард Уимпер, совершивший восхождение в 1880 году.
В настоящее время Синколагуа является одним из самых сложных для восхождения пиков Эквадора. Основные причины, это сложности в получении доступа на вулкан и неудобное расположение. Среднее время подъёма опытного альпиниста занимает три с половиной часа, при идеальных погодных условиях.